# Greklands administrativa indelning

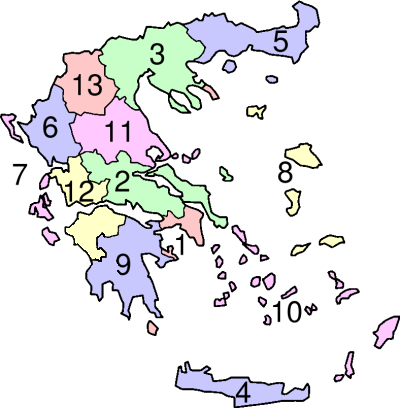
Greklands regioner

Greklands administrativa indelning är sedan 2011 baserad på regioner (περιφέρειες, periféries) och kommuner (δήμοι, dími). Den tidigare sekundära indelningen i prefekturer (νομοί, nomí) motsvaras därefter av regiondelarna (περιφερειακές ενότητες, periferiakés enótites).

## Historik
1 januari 2011 förändrades Greklands administrativa system drastiskt. Det tidigare systemet med 13 regioner, 54 prefekturer och 1 033 kommuner ersatte av 7 decentraliserade administrationer, 13 regioner och 325 kommuner. Regionerna och kommunerna är självstyrande enheter, där de första lokalvalen ägde rumt 7 och 14 november 2010. De decentraliserade administrationerna sköts av en generalsekreterare som utses av Greklands regering. Munkrepubliken Athos är fortfarande en självstyrande enhet som inte påverkas av de här reformerna.

## Regionerna

### Dagens regioner
1. Attika (Αττική/Attikí)
2. Grekiska fastlandet (Στερεά Ελλάδα/Stereá Elláda)
3. Mellersta Makedonien (Κεντρική Μακεδονία/Kentriki Makedonia)
4. Kreta (Κρήτη/Kríti)
5. Östra Makedonien och Thrakien (Ανατολική Μακεδονία και Θράκη/Anatolikí Makedonía ke Thráki)
6. Epirus (Ήπειρος/Ipiros)
7. Joniska öarna (Ιόνια νησιά/Jónia nisiá)
8. Nordegeiska öarna (Βόρειο Αιγαίο/Vório Ejeo)
9. Peloponnesos (Πελοπόννησος/Pelopónnisos)
10. Sydegeiska öarna (Νότιο Αιγαίο/Nótio Ejeo)
11. Thessalien (Θεσσαλία/Thessalía)
12. Västra Grekland (Δυτική Ελλάδα/Ditikí Elláda)
13. Västra Makedonien (Δυτική Μακεδονία/Ditikí Makedonía)

### Äldre regioner
Grekland var fram till 1987 uppdelat i nio regioner. Denna indelning lever kvar i dagligt tal, att likna vid Sveriges landskap.
- Thrakien
- Makedonien
- Thessalien
- Epirus
- Grekiska fastlandet
- Peloponnesos
- Egeiska öarna
- Joniska öarna
- Kreta